# Sławutycz
Sławutycz (ukr. Славутич) – miasto na północy Ukrainy, w obwodzie kijowskim (jego eksklawa na terytorium obwodu czernichowskiego), z około 25 tysiącami mieszkańców.
Miasto zbudowano tuż po katastrofie w Czarnobylskiej Elektrowni Jądrowej w 1986 roku dla pracowników elektrowni i ewakuowanych w dzień po wybuchu reaktora mieszkańców Czarnobyla oraz Prypeci. Sławutycz położony jest 60 km na wschód od strefy katastrofy.
Podczas budowy miasta nadal planowane było otwarcie bloków V i VI elektrowni jądrowej, dlatego w planach mieszkaniowych uwzględniono dodatkową liczbę pracowników. Z powodu zawirowań politycznych zawieszono otwarcie nowych bloków, przez co obecnie miasto ma o wiele mniej mieszkańców niż zaplanowano.

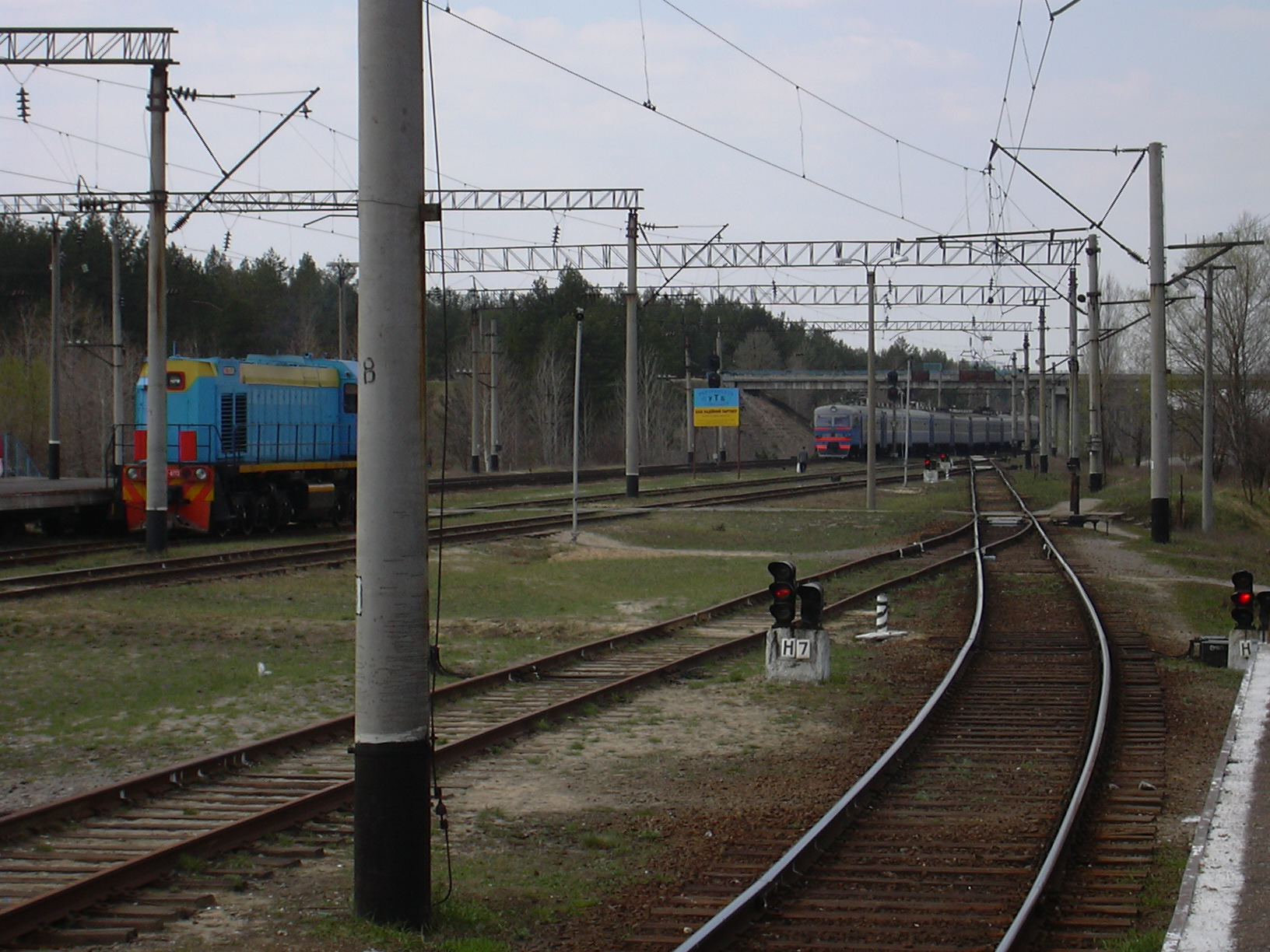
Linia kolejowa Sławutycz-Czarnobyl

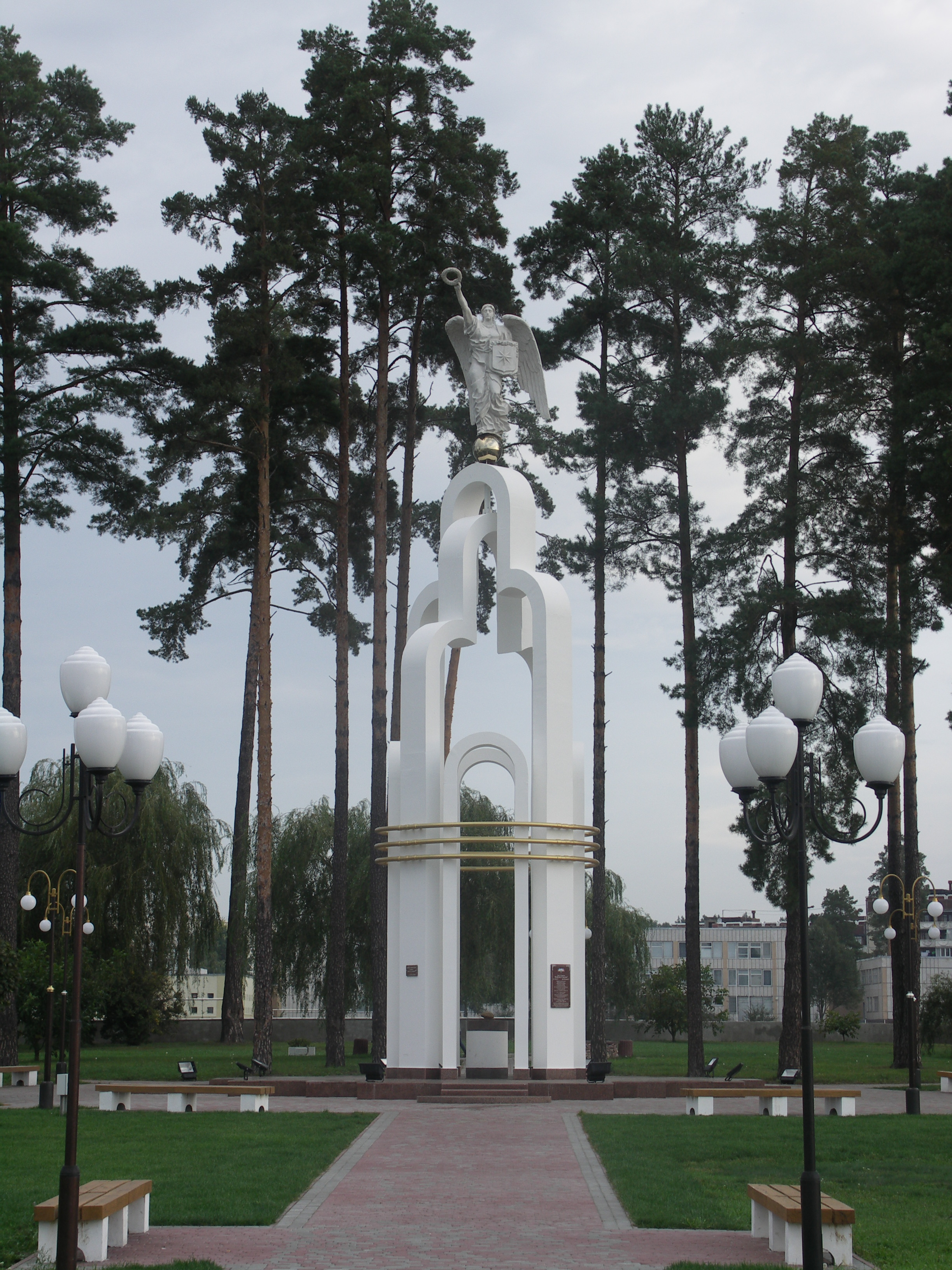
Pomnik Anioł Sławutycza w centrum

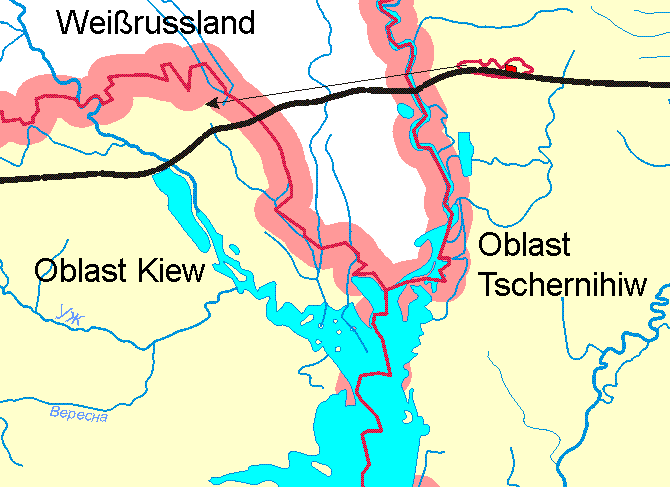
Położenie miasta względem obwodów Ukrainy i terytorium Białorusi